# Dicranomyia (Dicranomyia) torulosa
Dicranomyia (Dicranomyia) torulosa is een tweevleugelige uit de familie steltmuggen (Limoniidae). De soort komt voor in het Neotropisch gebied.